# On ne choisit pas sa famille (téléfilm)
 (février 2019).
Si vous disposez d'ouvrages ou d'articles de référence ou si vous connaissez des sites web de qualité traitant du thème abordé ici, merci de compléter l'article en donnant les références utiles à sa vérifiabilité et en les liant à la section « Notes et références ».
Pour les articles homonymes, voir On ne choisit pas sa famille.

On ne choisit pas sa famille est un téléfilm français réalisé par François Luciani, diffusé en 2002.

## Synopsis
Jeune cadre dynamique de la société MMJ, Pierre a toute la confiance de son patron, Michel Montjaurret. Promis à une brillante carrière, jouant volontiers de son charme, il collectionne les aventures amoureuses. Pourtant cette assurance dissimule une faille : Pierre est complexé par ses origines. Depuis le lycée, il s'est inventé un père idéal, riche homme d'affaires établi à New York. Alors que ses parents sont en fait de modestes agriculteurs à la retraite. Quand, toujours en quête d'expansion, Michel Montjaurret lui expose le projet de s'appuyer sur son père afin de conquérir le marché américain, Pierre est acculé et s'enferre dans les mensonges. L'arrivée dans l'entreprise d'une jeune et brillante traductrice, Anaïs, accroît son embarras. La jeune femme, fille de quincailler, ne fait pas mystère de la condition de ses parents. Très épris, Pierre voudrait tout lui avouer. Mais il apprend par hasard que la belle est en réalité la fille du patron…

## Fiche technique
- Titre original : On ne choisit pas sa famille
- Réalisation : François Luciani
- Scénario : Toni Leicester (Jenny Arasse) et Martine Moriconi
- Dialogues : Toni Leicester (Jenny Arasse)
- Décors : Olivier Paultre
- Costumes : Laurence Brignon
- Photographie : Jonny Semeco
- Montage : Dominique Jolivet
- Musique : Jean-Marie Sénia
- Production : Monique Bernard
- Société de production : Adrénaline
- Société de distribution : France 3
- Format : couleur
- Durée : 92 minutes
- Date de diffusion : 8 juin 2002

## Distribution
- Dominique Guillo : Pierre Vermont
- Jean-Claude Brialy : Michel Montjaurret
- Vanessa Larré : Anaïs Montjaurret
- Gwendoline Hamon : Delphine
- Marc Citti : Mathieu Devarenne
- Pascal Vannson : Jérôme
- Catherine Alcover : Claudine Vermont
- Daniel Villattes : Robert Vermont
- Jeff Bigot : Jean-Christophe
- Louise Vincent : Rose
- Sophie Mounicot : Sylviane
- Patrice Saunier : Delbarre
- Roger To Thanh Hien : Yamaguchi